# Scrophularia kansuensis
Scrophularia kansuensis là một loài thực vật có hoa trong họ Huyền sâm. Loài này được Batalin miêu tả khoa học đầu tiên năm 1894.